# Засорина, Лидия Николаевна
Лидия Николаевна Засорина (ур. Попова) (7 декабря 1929 — 13 ноября 2016) — доктор филологических наук, научный сотрудник факультета психологии СПбГУ, автор «Частотного словаря русского языка» (1977).

## Биография
Окончила школу с золотой медалью.
В 1947 году поступила на русское отделение филологического факультета ЛГУ.
1955 год — окончила аспирантуру на кафедре общего языкознания, защитила кандидатскую диссертацию, связанную с русистикой, и работала по направлению общего языкознания до 1974 года.
1977 год — выход «Частотного словаря русского языка», который был написан в соавторстве с В. А. Аграевым и др.
«Частотный словарь русского языка» был создан на базе корпуса в 1 млн словоупотреблений и в большой степени отражает специфику лексики советского периода, что выражается в повышенной частоте некоторых характерных слов, таких как «товарищ» и «партия».
1979 год — защитила докторскую по теме «Грамматика локативных словосочетаний русского языка: проблема синонимии предлогов и наречий», уже работая на кафедре психологии.
Была заведующей кафедры математической лингвистики на филологическом факультете ЛГУ.